# 全国高等学校野球選手権大会 (三重県勢)
全国高等学校野球選手権大会における三重県勢の成績について記す。 

## 大会結果
| 年度（大会）          | 代表校                                         | 試合結果                                       | 試合結果                                       | 備考                                           | 成績                                           |
| --------------------- | ---------------------------------------------- | ---------------------------------------------- | ---------------------------------------------- | ---------------------------------------------- | ---------------------------------------------- |
| 1915年（第1回大会）   | 三重四中（東海・初出場）                       | 準々決勝                                       | ● 1 - 9 秋田中（秋田）                         |                                                | 初戦敗退                                       |
| 1953年（第35回大会）  | 津（三岐・初出場）                             | 1回戦                                          | ● 1 - 2 宇都宮工（栃木）                       |                                                | 初戦敗退                                       |
| 1955年（第37回大会）  | 四日市（三岐・初出場）                         | 2回戦                                          | ○ 3 - 1 芦別（北海道）                         |                                                | 優勝                                           |
| 1955年（第37回大会）  | 四日市（三岐・初出場）                         | 準々決勝                                       | ○ 1 - 0 城東（高知）                           |                                                | 優勝                                           |
| 1955年（第37回大会）  | 四日市（三岐・初出場）                         | 準決勝                                         | ○ 6 - 1 中京商（愛知）                         |                                                | 優勝                                           |
| 1955年（第37回大会）  | 四日市（三岐・初出場）                         | 決勝                                           | ○ 4 - 1 坂出商（香川）                         |                                                | 優勝                                           |
| 1958年（第40回大会）  | 松阪商（初出場）                               | 1回戦                                          | ○ 4 - 1 益田産（島根）                         |                                                | 2回戦                                          |
| 1958年（第40回大会）  | 松阪商（初出場）                               | 2回戦                                          | ● 0 - 5 高知商（高知）                         |                                                | 2回戦                                          |
| 1959年（第41回大会）  | 松阪商（三岐・2年連続2回目）                   | 1回戦                                          | ● 4 - 5x 松商学園（長野）                      |                                                | 初戦敗退                                       |
| 1963年（第45回大会）  | 相可（初出場）                                 | 1回戦                                          | ○ 6 - 2 大社（島根）                           |                                                | 2回戦                                          |
| 1963年（第45回大会）  | 相可（初出場）                                 | 2回戦                                          | ● 1 - 2 磐城（福島）                           |                                                | 2回戦                                          |
| 1965年（第47回大会）  | 海星（三岐・初出場）                           | 1回戦                                          | ● 4 - 7 津久見（大分）                         |                                                | 初戦敗退                                       |
| 1966年（第48回大会）  | 三重（三岐・初出場）                           | 1回戦                                          | ○ 6 - 1 鹿児島実（鹿児島）                     |                                                | 2回戦                                          |
| 1966年（第48回大会）  | 三重（三岐・初出場）                           | 2回戦                                          | ● 2 - 7 平安（京都）                           |                                                | 2回戦                                          |
| 1967年（第49回大会）  | 四日市（三岐・12年ぶり2回目）                  | 1回戦                                          | ● 1 - 3 東奥義塾（青森）                       |                                                | 初戦敗退                                       |
| 1968年（第50回大会）  | 三重（2年ぶり2回目）                           | 2回戦                                          | ○ 7 - 4 延岡商（宮崎）                         |                                                | ベスト8                                        |
| 1968年（第50回大会）  | 三重（2年ぶり2回目）                           | 3回戦                                          | ○ 6 - 3 松山商（愛媛）                         |                                                | ベスト8                                        |
| 1968年（第50回大会）  | 三重（2年ぶり2回目）                           | 準々決勝                                       | ● 1 - 5 興国（大阪）                           |                                                | ベスト8                                        |
| 1969年（第51回大会）  | 三重（三岐・2年連続3回目）                     | 1回戦                                          | ● 7 - 8 広陵（広島）                           |                                                | 初戦敗退                                       |
| 1972年（第54回大会）  | 海星（三岐・7年ぶり2回目）                     | 1回戦                                          | ● 0 - 2 海星（長崎）                           |                                                | 初戦敗退                                       |
| 1973年（第55回大会）  | 三重（4年ぶり4回目）                           | 1回戦                                          | ● 3 - 13 鳴門工（徳島）                        |                                                | 初戦敗退                                       |
| 1975年（第57回大会）  | 三重（2年ぶり5回目）                           | 2回戦                                          | ○ 3 - 1 巨摩（山梨）                           |                                                | 3回戦                                          |
| 1975年（第57回大会）  | 三重（2年ぶり5回目）                           | 3回戦                                          | ● 3 - 7 東海大相模（神奈川）                   |                                                | 3回戦                                          |
| 1976年（第58回大会）  | 三重（2年連続6回目）                           | 2回戦                                          | ● 0 - 4 柳川商（福岡）                         |                                                | 初戦敗退                                       |
| 1977年（第59回大会）  | 海星（5年ぶり3回目）                           | 2回戦                                          | ● 4 - 6 熊本工（熊本）                         |                                                | 初戦敗退                                       |
| 1978年（第60回大会）  | 宇治山田商（初出場）                           | 1回戦                                          | ● 0 - 2 南陽工（山口）                         |                                                | 初戦敗退                                       |
| 1979年（第61回大会）  | 相可（16年ぶり2回目）                          | 1回戦                                          | ○ 4 - 2 鹿児島実（鹿児島）                     |                                                | 2回戦                                          |
| 1979年（第61回大会）  | 相可（16年ぶり2回目）                          | 2回戦                                          | ● 3 - 4 比叡山（滋賀）                         |                                                | 2回戦                                          |
| 1980年（第62回大会）  | 明野（初出場）                                 | 2回戦                                          | ● 7 - 9 瀬田工（滋賀）                         |                                                | 初戦敗退                                       |
| 1981年（第63回大会）  | 海星（4年ぶり4回目）                           | 1回戦                                          | ● 3 - 7 北陽（大阪）                           |                                                | 初戦敗退                                       |
| 1982年（第64回大会）  | 明野（2年ぶり2回目）                           | 1回戦                                          | ● 2 - 3 興南（沖縄）                           |                                                | 初戦敗退                                       |
| 1983年（第65回大会）  | 相可（4年ぶり3回目）                           | 1回戦                                          | ● 2 - 4 岡山南（岡山）                         |                                                | 初戦敗退                                       |
| 1984年（第66回大会）  | 明野（2年ぶり3回目）                           | 2回戦                                          | ● 4 - 5 福岡大大濠（福岡）                     |                                                | 初戦敗退                                       |
| 1985年（第67回大会）  | 海星（4年ぶり5回目）                           | 2回戦                                          | ○ 11 - 1 和歌山工（和歌山）                    |                                                | 3回戦                                          |
| 1985年（第67回大会）  | 海星（4年ぶり5回目）                           | 3回戦                                          | ● 2 - 4 東海大甲府（山梨）                     |                                                | 3回戦                                          |
| 1986年（第68回大会）  | 明野（2年ぶり4回目）                           | 1回戦                                          | ○ 7 - 2 池田（徳島）                           |                                                | 3回戦                                          |
| 1986年（第68回大会）  | 明野（2年ぶり4回目）                           | 2回戦                                          | ○ 10 - 2 甲西（滋賀）                          |                                                | 3回戦                                          |
| 1986年（第68回大会）  | 明野（2年ぶり4回目）                           | 3回戦                                          | ● 5 - 8 松山商（愛媛）                         |                                                | 3回戦                                          |
| 1987年（第69回大会）  | 明野（2年連続5回目）                           | 1回戦                                          | ● 3 - 7 天理（奈良）                           |                                                | 初戦敗退                                       |
| 1988年（第70回大会）  | 伊勢工（初出場）                               | 2回戦                                          | ● 3 - 9 江の川（島根）                         |                                                | 初戦敗退                                       |
| 1989年（第71回大会）  | 海星（4年ぶり6回目）                           | 2回戦                                          | ○ 10 - 2 海星（長崎）                          |                                                | ベスト8                                        |
| 1989年（第71回大会）  | 海星（4年ぶり6回目）                           | 3回戦                                          | ○ 2 - 0 智弁学園（奈良）                       |                                                | ベスト8                                        |
| 1989年（第71回大会）  | 海星（4年ぶり6回目）                           | 準々決勝                                       | ● 0 - 11 帝京（東東京）                        |                                                | ベスト8                                        |
| 1990年（第72回大会）  | 海星（2年連続7回目）                           | 1回戦                                          | ● 2 - 4 松山商（愛媛）                         |                                                | 初戦敗退                                       |
| 1991年（第73回大会）  | 四日市工（初出場）                             | 2回戦                                          | ○ 8 - 4 延岡学園（宮崎）                       |                                                | 3回戦                                          |
| 1991年（第73回大会）  | 四日市工（初出場）                             | 3回戦                                          | ● 3 - 4x 松商学園（長野）                      | 延長16回                                       | 3回戦                                          |
| 1992年（第74回大会）  | 三重（16年ぶり7回目）                          | 1回戦                                          | ○ 8 - 1 西条（愛媛）                           |                                                | 3回戦                                          |
| 1992年（第74回大会）  | 三重（16年ぶり7回目）                          | 2回戦                                          | ○ 3 - 2 沖縄尚学（沖縄）                       |                                                | 3回戦                                          |
| 1992年（第74回大会）  | 三重（16年ぶり7回目）                          | 3回戦                                          | ● 0 - 3 西日本短大付（福岡）                   |                                                | 3回戦                                          |
| 1993年（第75回大会）  | 海星（3年ぶり8回目）                           | 1回戦                                          | ● 1 - 5 宇和島東（愛媛）                       |                                                | 初戦敗退                                       |
| 1994年（第76回大会）  | 海星（2年連続9回目）                           | 2回戦                                          | ● 5 - 6 小松島西（徳島）                       | 延長10回                                       | 初戦敗退                                       |
| 1995年（第77回大会）  | 三重（3年ぶり8回目）                           | 2回戦                                          | ● 1 - 3 下関商（山口）                         |                                                | 初戦敗退                                       |
| 1996年（第78回大会）  | 海星（2年ぶり10回目）                          | 1回戦                                          | ○ 5 - 0 唐津工（佐賀）                         |                                                | ベスト8                                        |
| 1996年（第78回大会）  | 海星（2年ぶり10回目）                          | 2回戦                                          | ○ 4x - 3 早稲田実（東東京）                    |                                                | ベスト8                                        |
| 1996年（第78回大会）  | 海星（2年ぶり10回目）                          | 3回戦                                          | ○ 7 - 6 仙台育英（宮城）                       |                                                | ベスト8                                        |
| 1996年（第78回大会）  | 海星（2年ぶり10回目）                          | 準々決勝                                       | ● 1 - 2 前橋工（群馬）                         |                                                | ベスト8                                        |
| 1997年（第79回大会）  | 桑名西（初出場）                               | 2回戦                                          | ● 0 - 4 大分商（大分）                         |                                                | 初戦敗退                                       |
| 1998年（第80回大会）  | 海星（2年ぶり11回目）                          | 1回戦                                          | ○ 7 - 1 東洋大姫路（西兵庫）                   |                                                | 2回戦                                          |
| 1998年（第80回大会）  | 海星（2年ぶり11回目）                          | 2回戦                                          | ● 6 - 7 星稜（石川）                           |                                                | 2回戦                                          |
| 1999年（第81回大会）  | 四日市工（8年ぶり2回目）                       | 1回戦                                          | ● 4 - 7 都城（宮崎）                           |                                                | 初戦敗退                                       |
| 2000年（第82回大会）  | 日生第二（初出場）                             | 1回戦                                          | ● 4 - 5 瀬戸内（広島）                         |                                                | 初戦敗退                                       |
| 2001年（第83回大会）  | 四日市工（2年ぶり3回目）                       | 1回戦                                          | ● 1 - 8 日南学園（宮崎）                       |                                                | 初戦敗退                                       |
| 2002年（第84回大会）  | 久居農林（初出場）                             | 1回戦                                          | ● 2 - 4 玉野光南（岡山）                       |                                                | 初戦敗退                                       |
| 2003年（第85回大会）  | 宇治山田商（25年ぶり2回目）                    | 1回戦                                          | ● 5 - 9 近江（滋賀）                           |                                                | 初戦敗退                                       |
| 2004年（第86回大会）  | 鈴鹿（初出場）                                 | 2回戦                                          | ● 1 - 8 浜田（島根）                           |                                                | 初戦敗退                                       |
| 2005年（第87回大会）  | 菰野（初出場）                                 | 1回戦                                          | ● 1 - 4 京都外大西（京都）                     |                                                | 初戦敗退                                       |
| 2006年（第88回大会）  | 三重（11年ぶり9回目）                          | 1回戦                                          | ● 4 - 6 熊本工（熊本）                         |                                                | 初戦敗退                                       |
| 2007年（第89回大会）  | 宇治山田商（4年ぶり3回目）                     | 2回戦                                          | △ 4 - 4 佐賀北（佐賀）                         | 延長15回                                       | 初戦敗退                                       |
| 2007年（第89回大会）  | 宇治山田商（4年ぶり3回目）                     | 2回戦                                          | ● 1 - 9 佐賀北                                 | 再試合                                         | 初戦敗退                                       |
| 2008年（第90回大会）  | 菰野（3年ぶり2回目）                           | 1回戦                                          | ● 1 - 4 仙台育英（宮城）                       |                                                | 初戦敗退                                       |
| 2009年（第91回大会）  | 三重（3年ぶり10回目）                          | 1回戦                                          | ○ 5x - 4 熊本工（熊本）                        | 延長10回                                       | 2回戦                                          |
| 2009年（第91回大会）  | 三重（3年ぶり10回目）                          | 2回戦                                          | ● 3 - 8 都城商（宮崎）                         |                                                | 2回戦                                          |
| 2010年（第92回大会）  | いなべ総合（初出場）                           | 1回戦                                          | ● 0 - 6 福井商（福井）                         |                                                | 初戦敗退                                       |
| 2011年（第93回大会）  | 伊勢工（23年ぶり2回目）                        | 1回戦                                          | ● 0 - 4 金沢（石川）                           |                                                | 初戦敗退                                       |
| 2012年（第94回大会）  | 松阪（初出場）                                 | 2回戦                                          | ● 3 - 8 倉敷商（岡山）                         |                                                | 初戦敗退                                       |
| 2013年（第95回大会）  | 三重（4年ぶり11回目）                          | 2回戦                                          | ● 7 - 9 済美（愛媛）                           |                                                | 初戦敗退                                       |
| 2014年（第96回大会）  | 三重（2年連続12回目）                          | 1回戦                                          | ○ 5x - 4 広陵（広島）                          | 延長11回                                       | 準優勝                                         |
| 2014年（第96回大会）  | 三重（2年連続12回目）                          | 2回戦                                          | ○ 4 - 2 大垣日大（岐阜）                       |                                                | 準優勝                                         |
| 2014年（第96回大会）  | 三重（2年連続12回目）                          | 3回戦                                          | ○ 7 - 5 城北（熊本）                           |                                                | 準優勝                                         |
| 2014年（第96回大会）  | 三重（2年連続12回目）                          | 準々決勝                                       | ○ 9 - 3 沖縄尚学（沖縄）                       |                                                | 準優勝                                         |
| 2014年（第96回大会）  | 三重（2年連続12回目）                          | 準決勝                                         | ○ 5 - 0 日本文理（新潟）                       |                                                | 準優勝                                         |
| 2014年（第96回大会）  | 三重（2年連続12回目）                          | 決勝                                           | ● 3 - 4 大阪桐蔭（大阪）                       |                                                | 準優勝                                         |
| 2015年（第97回大会）  | 津商（初出場）                                 | 1回戦                                          | ○ 9 - 4 智弁和歌山（和歌山）                   |                                                | 2回戦                                          |
| 2015年（第97回大会）  | 津商（初出場）                                 | 2回戦                                          | ● 2 - 4 鳥羽（京都）                           |                                                | 2回戦                                          |
| 2016年（第98回大会）  | いなべ総合（6年ぶり2回目）                     | 1回戦                                          | ○ 5 - 3 鶴岡東（山形）                         |                                                | 3回戦                                          |
| 2016年（第98回大会）  | いなべ総合（6年ぶり2回目）                     | 2回戦                                          | ○ 7 - 2 山梨学院（山梨）                       |                                                | 3回戦                                          |
| 2016年（第98回大会）  | いなべ総合（6年ぶり2回目）                     | 3回戦                                          | ● 1 - 6 秀岳館（熊本）                         |                                                | 3回戦                                          |
| 2017年（第99回大会）  | 津田学園（初出場）                             | 1回戦                                          | ○ 7x - 6 藤枝明誠（静岡）                      | 延長11回                                       | 2回戦                                          |
| 2017年（第99回大会）  | 津田学園（初出場）                             | 2回戦                                          | ● 1 - 7 済美（愛媛）                           |                                                | 2回戦                                          |
| 2018年（第100回大会） | 白山（初出場）                                 | 2回戦                                          | ● 0 - 10 愛工大名電（西愛知）                  |                                                | 初戦敗退                                       |
| 2019年（第101回大会） | 津田学園（2年ぶり2回目）                       | 1回戦                                          | ○ 3 - 1 静岡（静岡）                           |                                                | 2回戦                                          |
| 2019年（第101回大会） | 津田学園（2年ぶり2回目）                       | 2回戦                                          | ● 3 - 7 履正社（大阪）                         |                                                | 2回戦                                          |
| 2020年（第102回大会） | （新型コロナウイルス感染症流行による大会中止） | （新型コロナウイルス感染症流行による大会中止） | （新型コロナウイルス感染症流行による大会中止） | （新型コロナウイルス感染症流行による大会中止） | （新型コロナウイルス感染症流行による大会中止） |
| 2021年（第103回大会） | 三重（7年ぶり13回目）                          | 2回戦                                          | ○ 2 - 0 樟南（鹿児島）                         |                                                | 3回戦                                          |
| 2021年（第103回大会） | 三重（7年ぶり13回目）                          | 3回戦                                          | ● 3 - 6 敦賀気比（福井）                       |                                                | 3回戦                                          |
| 2022年（第104回大会） | 三重（2年連続14回目）                          | 1回戦                                          | ● 2 - 4 横浜（神奈川）                         |                                                | 初戦敗退                                       |
| 2023年（第105回大会） | いなべ総合（7年ぶり3回目）                     | 2回戦                                          | ● 0 - 3 沖縄尚学（沖縄）                       |                                                | 初戦敗退                                       |
| 2024年（第106回大会） | 菰野（16年ぶり3回目）                          | 1回戦                                          | ○ 6 - 2 南陽工（山口）                         |                                                | 2回戦                                          |
| 2024年（第106回大会） | 菰野（16年ぶり3回目）                          | 2回戦                                          | ●0 - 13 西日本短大付（福岡）                   |                                                | 2回戦                                          |
| 2025年（第107回大会） | 津田学園（6年ぶり3回目）                       | 1回戦                                          | ○ 5x - 4叡明 （埼玉）                          | 延長12回TB                                     | 3回戦                                          |
| 2025年（第107回大会） | 津田学園（6年ぶり3回目）                       | 2回戦                                          | ○ 広陵（広島）（不戦勝）                       |                                                | 3回戦                                          |
| 2025年（第107回大会） | 津田学園（6年ぶり3回目）                       | 3回戦                                          | ● 0 - 5 横浜（神奈川）                         |                                                | 3回戦                                          |

## 通算成績
| 出場 | 試合 | 勝利 | 敗戦 | 引分 | 勝率 | 優勝 | 準優勝 | ベスト4 | ベスト8 |
| ---- | ---- | ---- | ---- | ---- | ---- | ---- | ------ | ------- | ------- |
| 64   | 101  | 38   | 62   | 1    | .380 | 1    | 1      | 0       | 4       |

## 三重代表の学校別成績
県勢の選手権大会での通算成績は38勝62敗1分。勝率3割8分0厘。優勝1回・準優勝1回・ベスト8進出4回。（第107回大会2回戦終了時点）
|    | 校名（前身校）       | 出場回数(回) | 成績      | 初出場年(年) | 最終出場(年) | 最高成績 |
| -- | -------------------- | ------------ | --------- | ------------ | ------------ | -------- |
| 1  | 三重                 | 14           | 13勝14敗  | 1966         | 2022         | 準優勝   |
| 2  | 海星                 | 11           | 7勝11敗   | 1965         | 1998         | ベスト8  |
| 3  | 明野                 | 5            | 2勝5敗    | 1980         | 1987         | 3回戦    |
| 4  | 津田学園             | 3            | 4勝3敗    | 2017         | 2025         | 3回戦    |
| 5  | 相可                 | 3            | 2勝3敗    | 1963         | 1983         | 2回戦    |
| 5  | いなべ総合           | 3            | 2勝3敗    | 2010         | 2023         | 3回戦    |
| 7  | 菰野                 | 3            | 1勝3敗    | 2005         | 2024         | 2回戦    |
| 7  | 四日市工             | 3            | 1勝3敗    | 1991         | 2001         | 3回戦    |
| 9  | 宇治山田商           | 3            | 0勝3敗1分 | 1978         | 2007         | 初戦敗退 |
| 10 | 四日市               | 2            | 4勝1敗    | 1955         | 1967         | 優勝1回  |
| 11 | 松阪商               | 2            | 1勝2敗    | 1958         | 1959         | 2回戦    |
| 12 | 伊勢工               | 2            | 0勝2敗    | 1988         | 2011         | 初戦敗退 |
| 13 | 津商                 | 1            | 1勝1敗    | 2015         | 2015         | 2回戦    |
| 14 | 宇治山田（三重四中） | 1            | 0勝1敗    | 1915         | 1915         | 初戦敗退 |
| 14 | 津                   | 1            | 0勝1敗    | 1953         | 1953         | 初戦敗退 |
| 14 | 桑名西               | 1            | 0勝1敗    | 1997         | 1997         | 初戦敗退 |
| 14 | 青山（日生第二）     | 1            | 0勝1敗    | 2000         | 2000         | 初戦敗退 |
| 14 | 久居農林             | 1            | 0勝1敗    | 2002         | 2002         | 初戦敗退 |
| 14 | 鈴鹿                 | 1            | 0勝1敗    | 2004         | 2004         | 初戦敗退 |
| 14 | 松阪                 | 1            | 0勝1敗    | 2012         | 2012         | 初戦敗退 |
| 14 | 白山                 | 1            | 0勝1敗    | 2018         | 2018         | 初戦敗退 |